# Ernesto Pugibet
Ernesto Pugibet (o Ernest Pugibet, en francés) (Saint-Martory, Haute-Garonne, Francia, 12 de mayo de 1853 - París, Francia, 1915) fue un empresario franco-mexicano.

## Datos biográficos

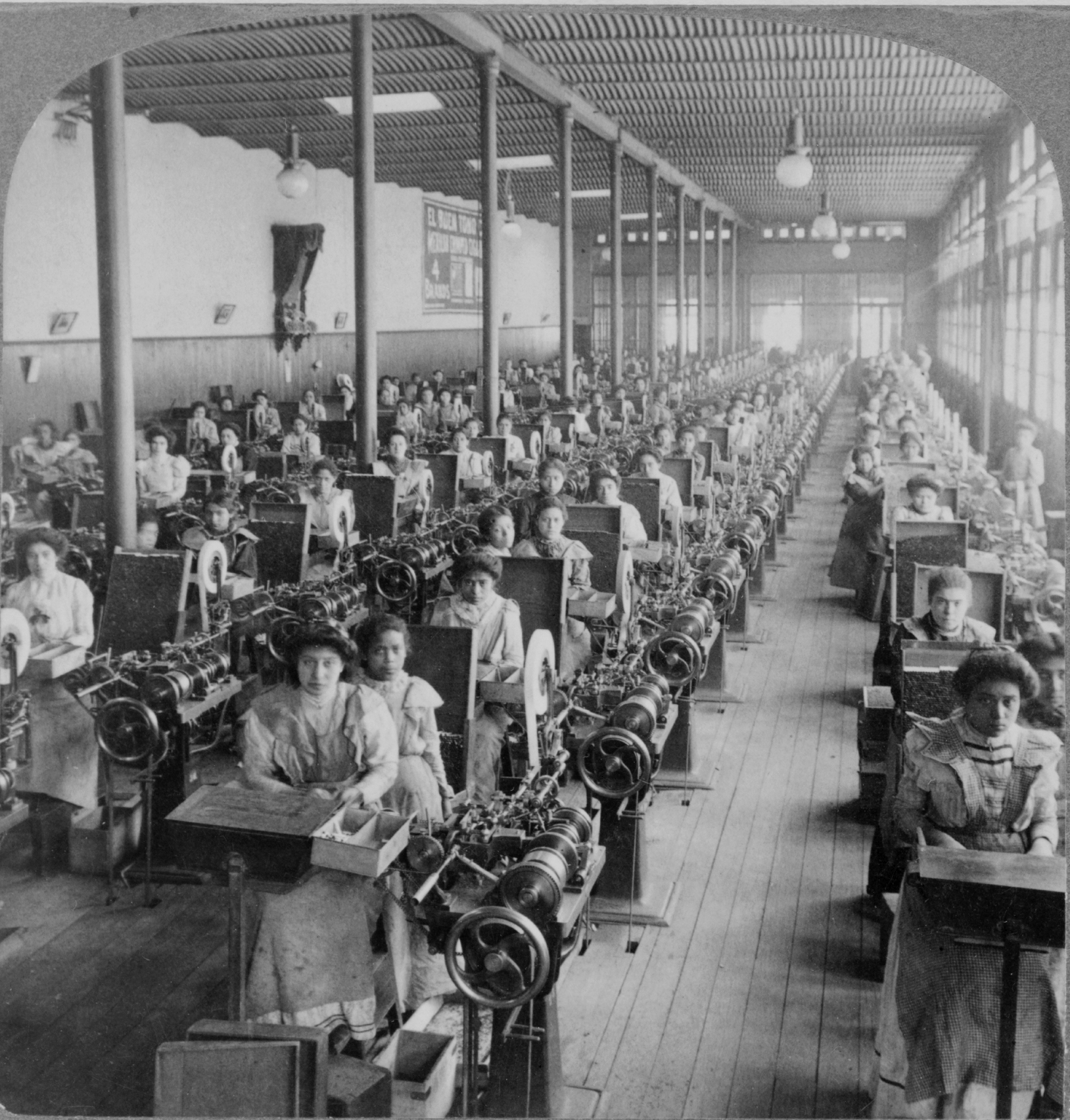
Fábrica de cigarros El Buen Tono, en 1903.

Ernesto Pugibet fue el fundador de la fábrica de cigarros El Buen Tono, S. A., una de las compañías más importantes de finales del siglo XIX y principios de siglo XX, y de la textilera San Ildefonso.[cita requerida]
Ernesto Pugibet "fue activo en otras muchas, como la textilera San Ildefonso, la Compañía Explotadora de las Fuerzas Hidráulicas de San Ildefonso S.A., la cual abastecía en 1897 a la Ciudad de México con una parte de la energía que iluminaba las calles y movía a las industrias. También fue parte de la Cervecería Moctezuma de Orizaba y de la Compañía Nacional Mexicana de Dinamita y Explosivos que tenía al frente a Auguste Génin. Fue fundador de la Société
Financière pour l’Industrie au Mexique y miembro del Consejo de Administración del
Banco Nacional de México.".

## Honores
- La « calle Ernesto Pugibet », en el barrio de San Juan del Centro Histórico de la Ciudad de México, y el « Mercado de San Juan Ernesto Pugibet », donde se halla la estatua de Ernesto Pugibet.